# Portovelo (kanton)
Portovelo  – kanton w Ekwadorze, w prowincji El Oro. Stolicą kantonu jest Portovelo.